# Hitweek

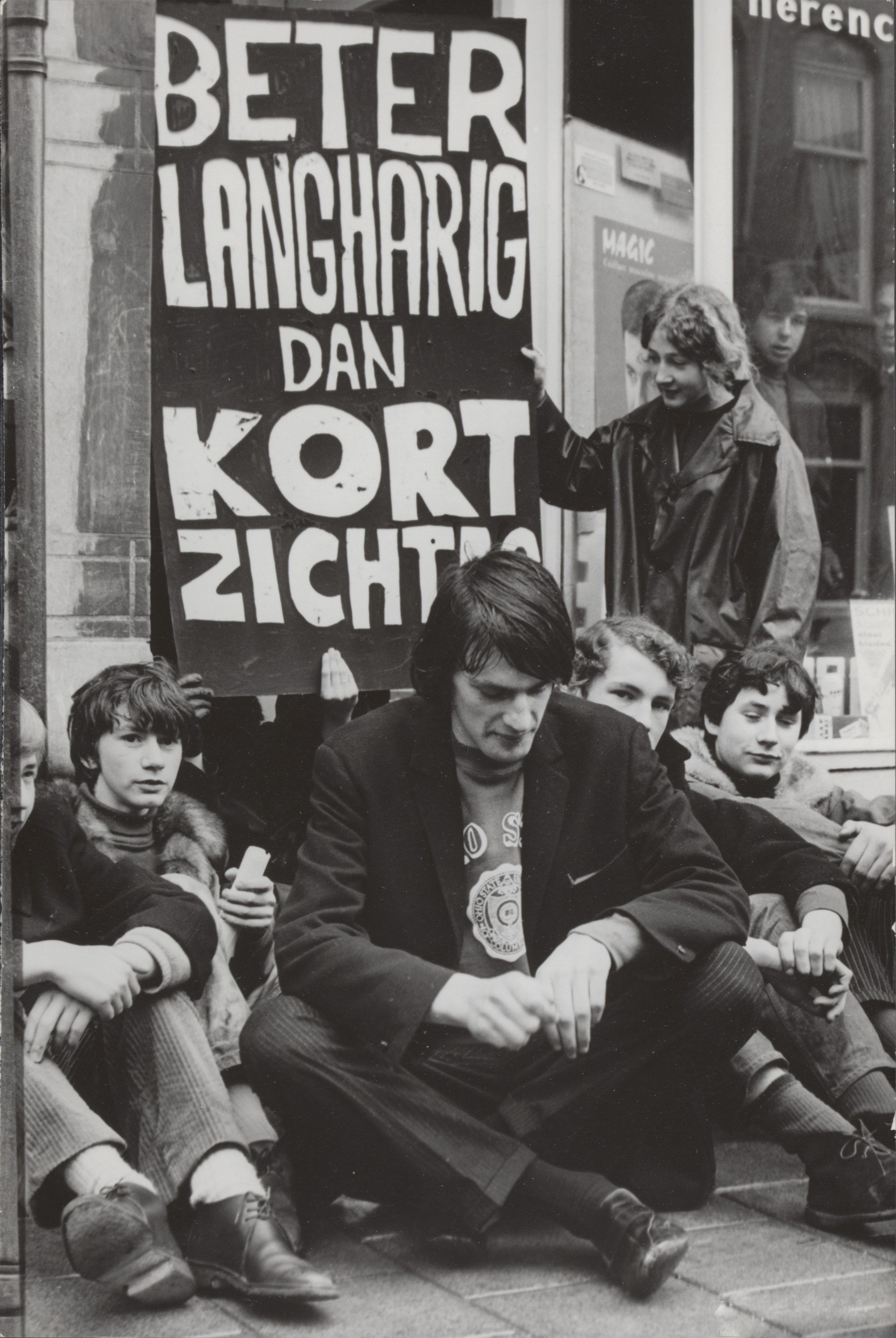
Peter J. Muller, bedenker van de naam Hitweek

Hitweek was een Nederlands undergroundweekblad dat van september 1965 tot april 1969 heeft bestaan. Het is daarna voortgezet als Aloha. Af en toe heette het Witheek, bedoeld als parodie op zichzelf.

## Geschiedenis
Hitweek werd op 17 september 1965 als jongerentijdschrift gelanceerd door Willem de Ridder en Peter J. Muller, die ook de naam bedacht. “Hitweek heeft geen redaktie (“staf”), noch een hoofdredakteur of toezichthouder. Dit is een krant die wagenwijd openstaat voor al JOUW bijdragen”, zo meldde het eerste nummer. “Voor alle vraagstukken Marjolein (Kuysten)”. Met veel ambitie en weinig geld stapte De Ridder naar Ruud Schoonman, een onconventionele drukker die net een nieuw druksysteem had aangeschaft. Beatgroepen en straatverkopers werden ingezet om de eerste nummers te verspreiden. Vaste medewerkers waren André van der Louw, Laurie Langenbach, Pim Oets, Wim Bloemendaal en Peter Schröder. Later leverden ook Koos Zwart, Henk Bongaarts, Frits Boer, Jan Donkers, Arend Jan Heerma van Voss, en Wim Noordhoek regelmatig bijdragen. Vanaf 1967 was er een redactie (Van der Louw, Bloemendaal, Schröder, Oets, Zwart, de Ridder en Kuysten).
Hitweek schreef veel over popmuziek van vaderlandse bodem - consequent Nederbiet genoemd. Groepen als Les Baroques, Motions, Golden Earrings, Outsiders, Q ’65 en Cuby and the Blizzards danken hun bekendheid mede aan dit tijdschrift. Het blad publiceerde ook regelmatig een zwarte lijst van scholen, bedrijven en horecagelegenheden die langharigen discrimineerden; een idee van Muller die in 1966 de Stichting Pro Lang Haar oprichtte. Verder werd in het blad geschreven over mode en werden er veel brieven van lezers opgenomen.
De lezersrubriek werd aanvankelijk verzorgd door Van der Louw, die toen al als een vreemde eend in de bijt werd beschouwd. Hij was zo'n tien jaar ouder dan de overige redacteuren, en had mede dankzij zijn pijp een vaderlijke uitstraling. Muller vond hem achteraf "een pijprokende erudiete man die mij het gevoel gaf dat ik ergens bij hoorde". Tussen Muller en de rest van de redactie boterde het echter niet erg en toen Muller negen maanden na de oprichting besloot om een wekelijkse column voor De Telegraaf te schrijven, werd hij er door Van der Louw van beschuldigd veel te rechts te zijn voor Hitweek. Hierop verliet Muller woedend de redactie.
Wim de Bie bracht in het najaar van 1968 in het artikel Wij zijn tevreden een discussie op gang over het bestaansrecht van Hitweek. In 1969 werd het blad omgedoopt in het tweewekelijkse Aloha, met een grotere nadruk op grafische vormgeving, waarin niet de minste van de jonge generatie Nederlandse tekenaars hun werk lieten zien. Voor de vormgeving en de strips gingen Piet Schreuders en Aart Clerkx een belangrijke rol spelen. Ook namen de lezers kennis van buitenlandse undergroundstrips, zoals die van Robert Crumb, Victor Moscoso en Gilbert Shelton. Koos Zwart werd hoofdredacteur en ook Mohamed El-Fers werd vaste medewerker. Omdat het aandeel muziek terugliep, werd Aloha begin jaren zeventig al gauw overtroefd door Muziekkrant OOR. Ondanks een actie van oud-Hitweek-redacteur Pim Oets, was Aloha toen geen lang leven meer beschoren.
In oktober - november 1996 vond een retrospectieve tentoonstelling van Hitweek (1965-1969) en Aloha (1969-1974) plaats in het Centrum voor Beeldende Kunsten (nu Z33) in Hasselt (België). Curator Guy Bleus nodigde o.a. schrijver Simon Vinkenoog en popjournalist Jan Donkers uit om uitleg te geven bij de magazines en de platenhoezen expo The Times - They Are Changing.